# 长安镇 (图们市)
长安镇，是中华人民共和国吉林省延边朝鲜族自治州图们市下辖的一个乡镇级行政单位。

## 行政区划
长安镇下辖以下地区：
长兴社区、长安村、河东村、苇子村、长上村、长青村、兴家村、龙家村、富岩村、广兴村、广济村、磨盘村、长岭村和碧水村。